# اندی ستیو
اندی ستیو (انگلیسی: Andy Setyo؛ زادهٔ ۱۶ سپتامبر ۱۹۹۷) بازیکن فوتبال است.
وی همچنین در تیم‌های ملی فوتبال زیر ۲۳ سال اندونزی و اندونزی بازی کرده‌است.